# Jacques Laibats-Montaigne
Jacques Laibats-Montaigne, né à Narbonne le 6 septembre 1716 et mort à Limoges le 17 décembre 1788, est une astronome français. Il est connu pour avoir découvert trois comètes.

## Biographie
Jacques Laibats est né à Narbonne le 6 septembre 1716,. Il s'appelait Jacques Laibats-Montaigne, ayant joint au nom de son père celui de sa mère. Ses contemporains l'appelaient simplement Montaigne et écrivaient souvent Montagne,.
Il est nommé correspondant de l'Académie des sciences le 23 août 1780.